# Julianakerk (Rotterdam)
De Julianakerk was een Nederlandse Hervormde Kerk in de wijk Heijplaat in Rotterdam-Charlois.

## Geschiedenis
De kerk, die vernoemd was naar prinses Juliana, werd in 1930 gebouwd en gefinancierd door scheepswerf RDM. In 2007 werd de kerk buiten gebruik gesteld, maar tot in 2011 werd ze nog deels gebruikt voor diensten van de Protestantse Gemeente Rotterdam-Zuid. Hierna kwam de kerk te koop te staan. Het gebouw was tot eind 2016 nog in gebruik voor vieringen van diverse christelijke geloofsgemeenschappen alsook voor bruiloften en begrafenissen. 
Begin 2017 kwam het gebouw in handen van een particulier, die er een woning en atelier vestigde. 
In de avond van 6 augustus 2017 brak er brand uit in het voormalige kerkgebouw en de torenspits stortte in. De brandweer beschouwde het gebouw als verloren en liet het gecontroleerd uitbranden. Het uitgebrande gebouw met toren was in 2020 nog aanwezig.

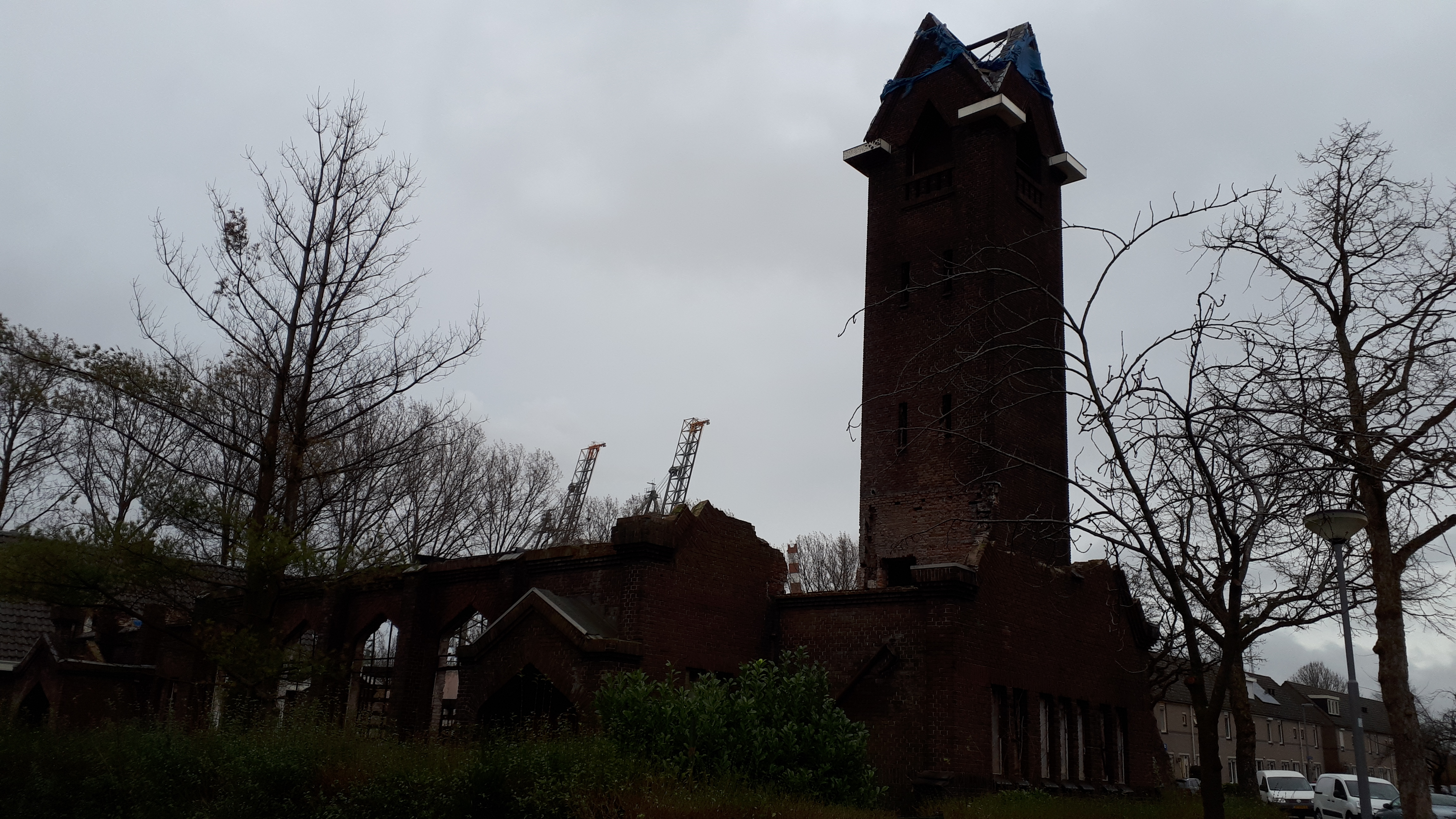
De kerk na de brand

Allerheiligst Hart van Jezuskerk ·
Allerheiligste Verlosserkerk ·
Andreaskerk ·
Anglicaanse kerk Rotterdam ·
Arminiuskerk ·
Bergsingelkerk ·
Boezemsingelkerk ·
Bosjeskerk · 
Breepleinkerk ·
Deense Zeemanskerk ·
Engelse Zeemanskerk ·
Franse kerk ·
Grieks-orthodoxe kathedraal van Sint-Nicolaas ·
Grote kerk ·
Hillegondakerk ·
Hoflaankerk ·
Julianakerk ·
HH. Laurentius- en Elisabethkathedraal ·
 Koninginnekerk ·
Lourdeskerk ·
Lutherse kerk ·
Maranathakerk ·
Nieuwe Zuiderkerk ·
Noorse Zeemanskerk ·
Oosterkerk ·
Oude kerk Charlois ·
Oude of Pelgrimvaderskerk ·
Paradijskerk ·
Pauluskerk ·
Petrus' Bandenkerk ·
Putsepleinkerk ·
Russische-orthodoxe kerk Rotterdam ·
St. Mary's Church (Engelse kerk) ·
Schotse Zeemanskerk ·
Sint-Agathaklooster ·
Sint-Hildegardis en Antoniuskerk ·
Sint-Ignatiuskerk ·
Sint-Laurenskerk ·
Sint-Lambertuskerk ·
Sint-Rosaliakerk ·
Stieltjeskerk ·
Synagoge Boompjes ·
Waalse Kerk ·
Westerkerk ·
Wilhelminakerk ·
Zuiderkerk ·
Zweedse Zeemanskerk